# Ulrich Schaefer (Anthropologe)
Ulrich Schaefer (* 23. Februar 1922 in Dinslaken; † 26. Januar 1990 in Gießen) war ein deutscher Anthropologe.

## Leben
Der Besuch der Jesuitenkollegien in Feldkirch und St. Blasien soll nach Darstellung seines Schülers Manfred Kunter wesentlich die Lebenseinstellung Schaefers beeinflusst haben. Nach dem Abitur 1940 am Gymnasium Petrinum Dorsten nahe seiner Heimatstadt studierte Schaefer von 1941 bis 1949 an den Universitäten Bonn, Graz und Kiel Medizin und Naturwissenschaften. Zwischen 1943 und 1945 wurde dieses Studium durch die Tätigkeit als Hilfsarzt im Landeskrankenhaus Graz unterbrochen. Nach der naturwissenschaftlichen Promotion 1949 an der Universität Kiel bei Hans Weinert und der Habilitation 1956 bei Johann Schaeuble ebenda war er dort von 1959 bis 1962 Privatdozent. Im selben Jahr wurde er zum außerplanmäßigen Professor, 1963 zum Wissenschaftlichen Rat und Professor für Anthropologie ernannt. Zum Dezember 1964 wurde Schaefer als ordentlicher Professor an die Universität Gießen berufen und leitete hier bis zur Emeritierung 1987 das Anthropologische Institut, das er aufgebaut hatte. Sein Nachfolger Manfred Kunter war zugleich der letzte Leiter dieses Instituts.
Schaefer war 1. Vorsitzender der Gesellschaft für Anthropologie und Humangenetik sowie von 1977 bis 1981 Mitherausgeber des Anthropologischen Anzeigers. Er war maßgeblich an der Erforschung der Moorleiche von Windeby I ab 1952 beteiligt.

## Schriften (Auswahl)
- Lebensprobleme einer deutschen Großstadt-Bevölkerung. 1949, OCLC 73889622.
- Vorgeschichtliche Trepanationen in Schleswig-Holstein und Dänemark, in: Schleswig-holsteinisches Ärzteblatt, 13. Jg. (1961), Heft 3.
- Anthropologische Untersuchung der Skelette von Haithabu, Wachholtz: Neumünster 1963, OCLC 604343933.